# Nagybánhegyes
Nagybánhegyes is een plaats (község) en gemeente in het Hongaarse comitaat Békés. Nagybánhegyes telt 1503 inwoners (2002).